# Козаки (Шептицький район)
Ко́заки — село в Україні, у Шептицькому районі Львівської області. Населення становить 42 особи.